# Rue de la Barillerie
Rue de la Barillerie var en gata på Île de la Cité i Quartier de la Cité i Paris. Gatan var uppkallad efter de tunnor (franska barils), i vilka vin förvarades. Rue de la Barillerie började vid Quai Desaix och Quai de l'Horloge och slutade vid Quai des Orfèvres och Rue du Marché-Neuf. 
Gatan ska ha existerat redan under antiken.
Rue de la Barillerie revs i början av 1860-talet för att ge plats åt Boulevard du Palais.

## Bilder
| - Rivningen av Rue de la Barillerie och Place du Palais-de-Justice. Gravyr av Fortuné Méaulle. - Rivningen av kyrkan Saint-Barthélemy. Målning av Pierre-Antoine Demachy. - Kyrkan Saint-Éloi. |

## Omgivningar
- Notre-Dame
- Sainte-Chapelle
- Saint-Barthélemy
- Saint-Éloi
- Saint-Michel-du-Palais
- Rue Saint-Barthélemy
- Rue de la Vieille-Draperie
- Rue de la Calandre